# أرنولد جونسون
أرنولد جونسون (بالإنجليزية: Arnold Johnson)‏ هو ممثل أمريكي، ولد في 15 نوفمبر 1921 ببروكلين في الولايات المتحدة، وتوفي في 10 أبريل 2000 بلوس أنجلوس في الولايات المتحدة.

## وصلات خارجية
- أرنولد جونسون على موقع IMDb (الإنجليزية)
- أرنولد جونسون على موقع قاعدة بيانات الفيلم (الإنجليزية)